# The 101ers
The 101ers (pronuncia-se em inglês, "the one o oners") foi uma banda de pub rock britânica formada em Londres em maio de 1974. Foi a primeira incursão musical do vocalista e guitarrista Woody Mellor, pseudônimo do, mais tarde, Joe Strummer enquanto se apresentando com The Clash.

## História
Sua estréia foi no Telegraph Pub em Brixton, sob o nome El Huaso and the 101 All Stars, encurtado mais tarde para 101 All Stars antes de finalmente se firmar como 101ers.
O grupo ganhou seu nome pelo squat em que moravam juntos os integrantes da banda. O endereço era 101 Walterton Road, Maida Vale. Entretanto,  alguns rumores diziam que o nome se referia a sala 101 do romance 1984 de George Orwell.
Se apresentaram com o Sex Pistols em 3 de Abril de 1976 no Nashville Room. Segundo Joe Strummer, foi quando ele começou a se interessar pelo punk rock.
Em 1981, quando The Clash era já uma banda conhecida, o álbum Elgin Avenue Breakdown do 101ers foi lançado. E em 2002, até antes de sua morte, Strummer estava trabalhando em uma reedição deste álbum com todas as músicas já gravadas pela banda. O trabalho foi completado pela viúva de Joe Strummer, Lucinda Tait, e pelo baterista Richard Dudanski e lançado como Elgin Avenue Breakdown Revisited em 2005.

## Membros
- John "Woody" Mellor (Joe Strummer) - voz e guitarra
- Clive Timperley - guitarra
- Marwood "Mole" Chesterton - baixo (até 1976)
- Dan Kelleher - baixo (desde 1976)
- Richard Dudanski - bateria
- Simon Cassell - saxofone
- Tymon Dogg - violino
- Alvaro Peña - saxofone

## Discografia

### Álbuns
- Elgin Avenue Breakdown (1981)
- Elgin Avenue Breakdown Revisited (2005)

### Compactos
- "Keys to Your Heart" (Joe Strummer)/"5 Star Rock & Roll Petrol" (Strummer, Dan Kelleher) (Chiswick/Big Beat, 1976)
- "Sweet Revenge"/"Rabies" (Chiswick, 1981)